# Xarxa tròfica
Una xarxa tròfica o xarxa alimentària és un sistema de cadenes alimentàries connectades que comprenen la producció i d'obtenció d'aliments dins d'un ecosistema. Es tracta de seqüències a les quals un organisme s'alimenta del precedent i és devorat pel següent, que pertany a un nivell tròfic superior que porten a l'organisme energia i matèria.
En un ecosistema es poden diferenciar dues categories d'organismes en funció dels seus vincles alimentaris:
- Els productors ocupen la base de la piràmide ecològica[4] i són organismes capaços de transformar la matèria inorgànica en orgànica gràcies a l'energia de la llum del sol o de reaccions d'oxidació. Són els vegetals i alguns bacteris, anomenats organismes autòtrofs. Alguns es poden trobar a la base de cadenes alimentàries totalment independents de la llum solar.
- Els consumidors: són els animals i n'hi ha de tres tipus: Els consumidors primaris o herbívors, que s'alimenten dels productors. Els carnívors primaris que s'alimenten dels herbívors. Els carnívors secundaris o consumidors terciaris que es nodreixen dels carnívors primaris.[2]

Es parla de nínxol ecològic quan dues espècies animals habiten el mateix medi i tenen la mateixa dieta.

## Nivells tròfics[calcitació]
- Productors: En el primer nivell hi ha els organismes autòtrofs (plantes, algues...) que en fer la fotosíntesi alliberen oxigen i transformen el CO₂ en matèria orgànica gràcies a la llum solar.
- Consumidors primaris: Després els animals herbívors com cérvols, esquirols, zooplàncton, etc.
- Consumidors secundaris: Al tercer nivell hi trobem els animals carnívors que s'alimenten dels del segon nivell (heteròtrofs). Serien exemple: guineus, musteles, gavines, etc.
- Consumidors terciaris: Aquest nivell no sempre està representat i pot agrupar-se amb els consumidors secundaris. Serien carnívors que poden arribar a alimentar-se d'altres carnívors. Són coneguts com a superpredadors. Per exemple: llops, taurons, àligues, etc.
- Descomponedors: L'últim nivell són els fongs i bacteris que s'alimenten de les restes de matèria orgànica (fulles seques, restes d'animals morts, excrements...). S'encarreguen de transformar la matèria orgànica en inorgànica per a que la puguin tornar a aprofitar els productors i tornar a fabricar nova matèria orgànica.

## Cadena alimentària marina[calcitació]
a) Entre les espècies que formen els fitoplàncton, destaquen les diatomees i les noctiluques. Un litre d'aigua marina pot contenir un milió de diatomees.
b) Zooplàncton- Inclouen una gran diversitat de formes de vida com els copèpodes, crancs, cucs i petites meduses.
c) Peixos petits- El zooplàncton serveix d'aliment de les sardines i altres tipus de peixos molts utilitzats per l'home.
d) Peixos grossos- Aquest grup està format per peixos com la tonyina, un gran caçador que pot viatjar a 90 km/h.
e) Entre els grans caçadors es troben animals com el calamar gegant, l'orca o els taurons, que poden alimentar-se de petits calamars, tortugues o d'altres taurons o tintoreres.
f) Els menjadors de detritus- Els organismes morts (detritus) es depositen en els fons marins i serveixen d'aliment a altres animals com els crancs.

## Exemple
L'os és un animal omnívor, tot i que majoritàriament s'alimenten de material vegetal. La dieta varia al llarg de l'any en funció de les fonts d'aliments disponibles.
Durant la primavera ingereixen bàsicament gramínies i umbel·líferes. A l'estiu i tardor busquen fruits silvestres com nabius, mores o cireretes d'arboç. Cap a la fi de tardor i durant l'hivern s'alimenten de nou de gramínies i altres herbàcies; però sobretot busquen fruits secs com els aglans, castanyes i fages. També poden alimentar-se de carronya, al Pirineu generalment ovelles i cabres, i caçar animals feréstecs i domèstics, com ungulats o micromamífers. Els invertebrats també són part de la seva dieta, en la seva majoria els insectes socials, com les formigues i les abelles, de les que també aprofiten la mel. Mengen altres invertebrats que busquen sota les roques.
El llop és l'únic depredador natural de l'os a la península Ibèrica, tot i que els atacs són molt excepcionals.